# وولف-روديغر كراوزه
وولف-روديغر كراوزه (بالألمانية: Wolf-Rüdiger Krause)‏ هو مدرب كرة قدم ولاعب كرة قدم ألماني في مركز الهجوم، ولد في 7 سبتمبر 1944 في كووبجك في بولندا. شارك مع منتخب ألمانيا الأولمبي لكرة القدم. أما مع النوادي، فقد لعب مع آينتراخت براونشفايغ ونادي فولفسبورغ.

## وصلات خارجية
- وولف-روديغر كراوز على موقع قاعدة بيانات كرة القدم.إي يو (الإنجليزية)
- وولف-روديغر كراوز على موقع بيانات كرة القدم. دي إي (الألمانية)